# Megalin
Megalin, även kallad  LRP2, är ett protein i cellmembranet och en receptor som hör till den stora LDL-receptorfamiljen. I den proximala tubulusen i njuren är denna receptor massivt exprimerad har till uppgift att transportera tillbaka fettlösliga vitaminer ur primärurinen.